# へんば餅
へんば餅（へんばもち）は、三重県伊勢市の有限会社へんばや商店が製造販売する和菓子である。

## 概要
餅は丸く平らに潰した形で、両面に焼き色があり、餅の中に漉し餡が入っており、餅は独特の食感である。

### 「へんば餅」の語源
「へんば餅」の由来については、参宮道中の「返馬所」で売られた餅であるからと、製造元であるへんばや商店が公式に示している。「返馬所」とは、各地から馬で伊勢神宮に来た参拝客が、宮川を渡る際に馬を返させる場所である。
一方で「へんば」という語句は、折口信夫の「三郷巷談」によると「あばた（痘痕）」の方言（大阪）と記されている。現在ではほとんど用いられることがないが、三重県南部から奈良県、大阪府にかけて用例が見られた。また、三重県の東紀州地方には、小麦粉に砂糖を練りこんで円盤状にしたものを鉄板で焼き焦げ目をつけた郷土食「へんば焼き」があり、その名の由来は表面の焦げ目が「あばた」つまり「へんば」に似ていることからとされている。

### 「へんば餅」の由来伝承
地元では、次のような昔話が残っている。
「へんば」と「あばた」を連想させる語り伝えであり、本来は「痘痕」に由来するものであったのを、食べ物を病痕になぞらえるのを嫌って、後世に参宮街道の三宝荒神鞍掛の馬の話と結びつけ、「返馬」の文字を当てたものとの説もある。

## へんばや商店

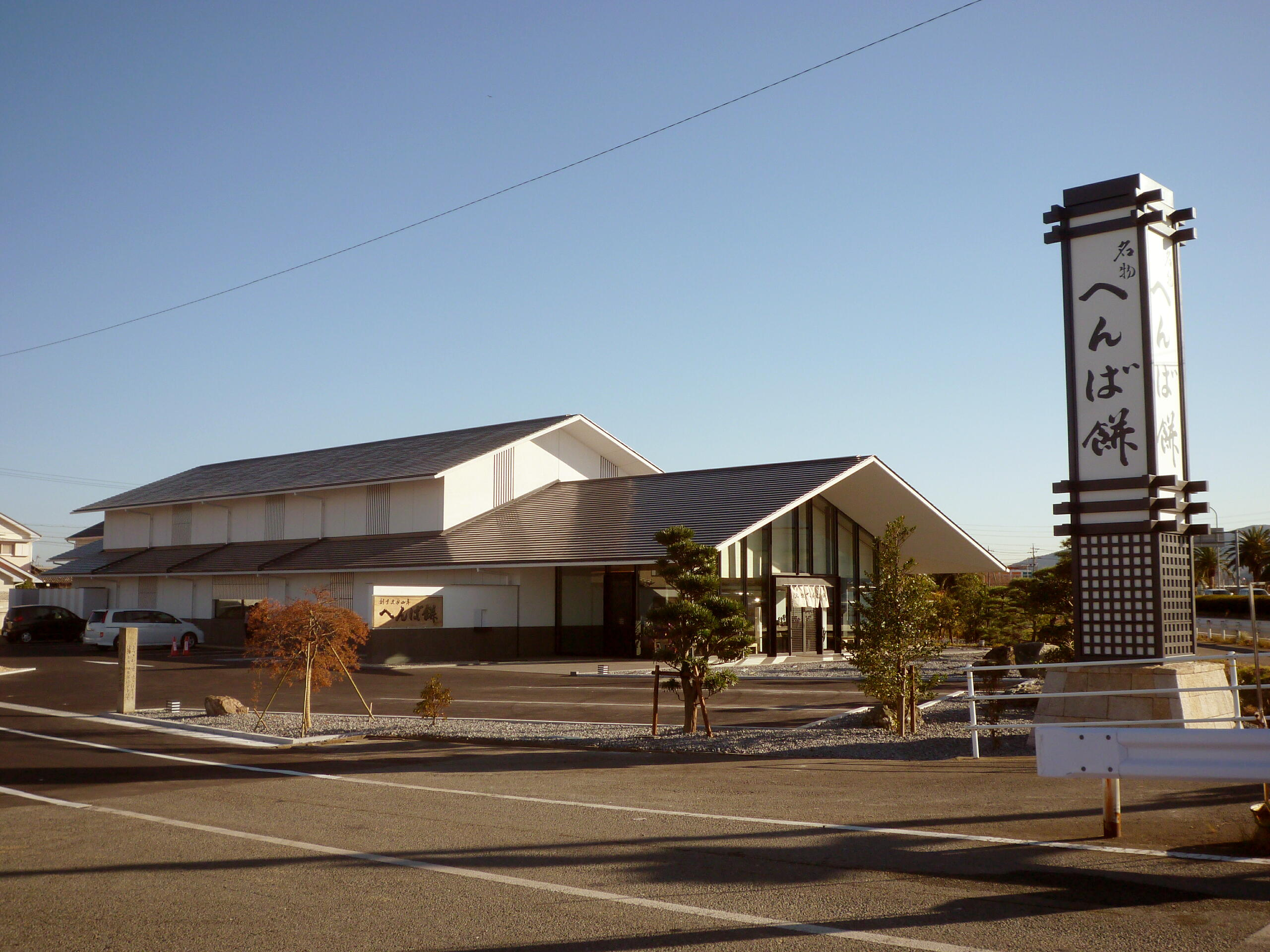
改装後の宮川店

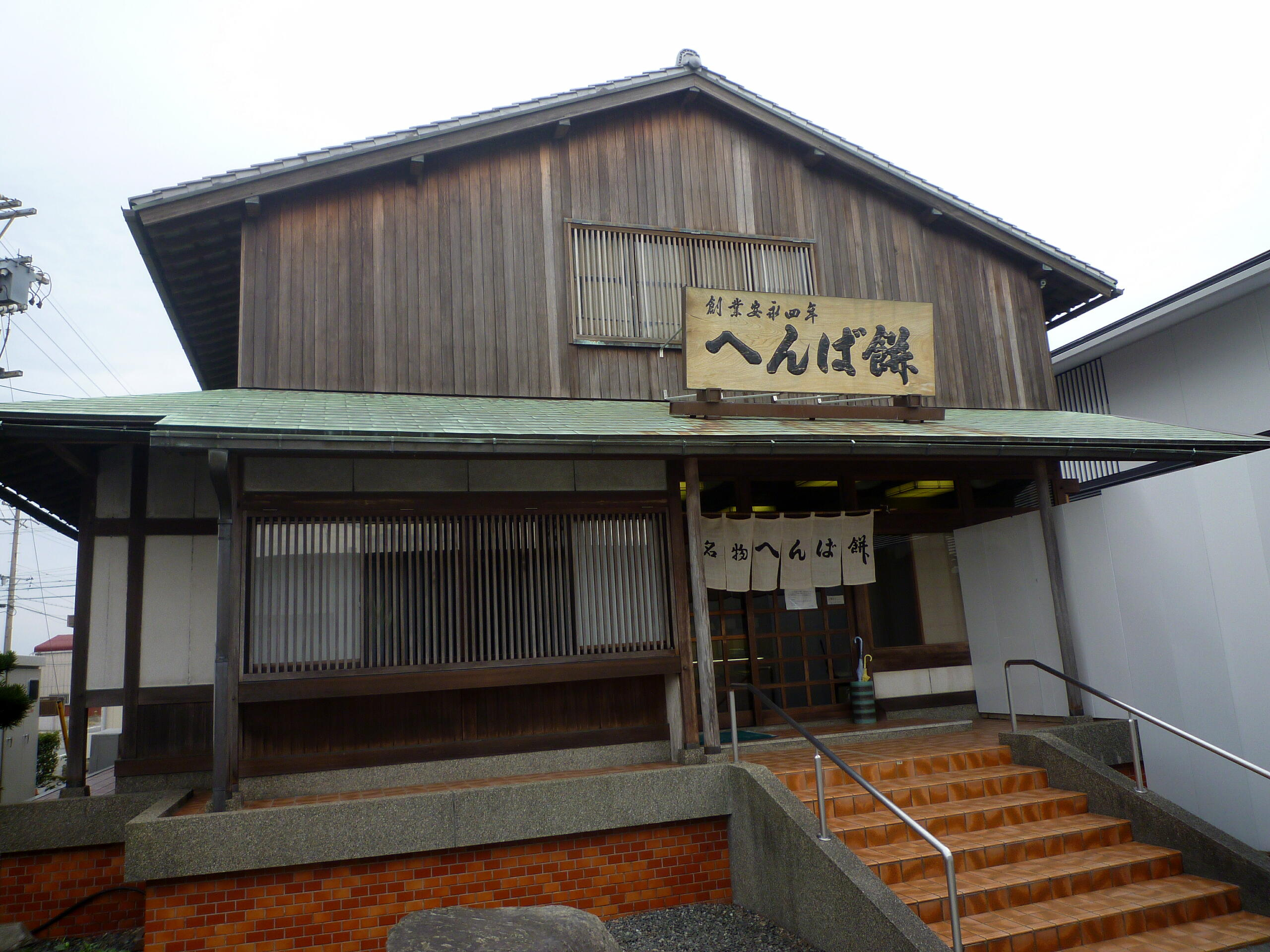
改装前の宮川店

へんばや商店（へんばやしょうてん）とは、三重県伊勢市小俣町に本店がある和菓子店。

### 沿革
- 1775年（安永4年） - 伊勢神宮の参宮街道の宮川の畔の返馬所で、参拝客に餅を振舞う茶屋として創業[6]。
- 1943年（昭和18年） - 太平洋戦争により休業。
- 1954年（昭和29年）12月 - 営業再開。
- 1975年（昭和50年） - 有限会社化[7]。
- 1978年（昭和53年）3月 - 宮川店開店。
- 2009年（平成21年）
  - 10月26日 - 宮川店の新築工事に伴い、本店・宮川店共に休業[8]。
  - 11月30日 - 宮川店の新築工事の完了に伴い、本店・宮川店共に営業再開[9]。
- 2010年（平成22年） - 宮川店が2010年（平成22年）度のグッドデザイン賞を受賞[10]。
- 2011年（平成23年）9月  - おはらい町店を開店。
- 2017年（平成29年）10月  - 伊勢市駅前店を開店。

### 商品
- へんば餅
- さわ餅
- 赤飯
- 昆布
- 水ようかん

### 店舗
いずれも三重県伊勢市に存在。
- 本店
- 宮川店 - 工場併設
- おはらい町店
- 伊勢市駅前店

### 不祥事

#### 原材料表記不正事件
へんばや商店から2007年（平成19年）10月31日、原材料表示に「水飴」と「食塩」を記載していなかったとの申し出があり、三重県農水商工部と伊勢保健所は、11月1日にJAS法違反の疑いで本店に立ち入り検査を行った。その結果、原材料の表示漏れ以外に、原材料の表示順が重量順ではなかったこと、一部の商品で消費期限以外の表示が購入時に見えないことが新たに判明、へんばや商店は伊勢保健所からの指導を受けて同年11月3日から表示を訂正した。その後、同年11月30日に伊勢保健所は食品衛生法違反に対して始末書処分、三重県農水商工部はJAS法違反に対し文書指導を行った。